# Daedalia Planum
Il Daedalia Planum è una struttura geologica della superficie di Marte.